# Nieuw-Servië
Nieuw-Servië  (Oekraïens: Нова Сербія, Russisch: Новая Сербия, Servisch: Нова Србија, Oud-Servisch: Нова Сербія/Ново-Сербія, Roemeens: Noua Serbie) was van 1752 tot 1764 een militair territorium van het Keizerrijk Rusland dat door de Regerende Senaat en het militair Collegium bestuurd werd.
Het territorium ligt grotendeels in het gebied van de Oblast Kirovohrad van Oekraïne  en kleinere delen van het territorium lag in het huidige Oblast Tsjerkasy, Oblast Poltava en Oblast Dnjepropetrovsk De hoofdstad van het territorium was Novomyrhorod.

## Geschiedenis
De naam verwijst naar Serviërs die in 1752 van de Militaire Grens van het Habsburgse Rijk naar het Russische Rijk emigreerden. De Russische autoriteiten gaven de Serviërs een apart grondgebied die na de Oostenrijkse Successieoorlog de naam Nieuw-Servië kreeg. Net zoals de Militaire Grens aan de Pannonische grens organiseerden de Serviërs het gebied als een militair territorium aan de Russisch-Poolse grens op het gebied rond Buhogard van de Zaporizhian Sich. Het doel van deze politiek was om de zuidgrens van het Russische Rijk te verdedigen en te participeren in Russische militaire operaties. De president van Nieuw-Servië was Jovan Horvat, die onderdeel uitmaakte van de Oostenrijkse grensinfanterie. In 1764 ging het gebied op in het Gouvernement Novorossiejsk waarbij er een einde kwam aan de aparte Servische militaire positie in het Russische rijk. In de tijd van Nieuw-Servië werden de dorpen Subotsi, Moshoryne, Hostynne en anderen gesticht

## Demografie
Voor de vorming van Nieuw-Servië werd het gebied bewoond door Oekraïners en er waren 3710 huizen voor kolonisten uit het Kozakken-Hetmanaat, Sloboda-Oekraïne en Zaporizhian Sich, 643 huizen voor de oorspronkelijke bewoners en 195 huizen voor Oekraïense kolonisten uit Polen en Moldavië. Na de formatie van het gebied besloot de Russische Senaat dat alle kolonisten terug moesten keren naar hun oorspronkelijke leefgebied en dat de oorspronkelijke inwoners er Na mochten blijven wonen.
Na de  vorming van Nieuw-Servië waren de Serviërs de oorspronkelijke kolonisten, maar al snel volgden er Moldaviërs, Roemenen uit Transsylvanië, Oekraïners, Bulgaren en andere volkeren uit de regio.
Sommige van de oorspronkelijke Oekraïense bewoners verlieten het gebied van Nieuw-Servie en migreerden naar het zuiden van Oekraïne. In 1745 voor de vorming woonden er 9.660 Oekraïners in het gebied en in 1754 was dat aantal teruggelopen tot 3989.
Vanwege de grote hoeveelheid Moldavische kolonisten waren in 1757 de Moldaviërs en niet de Serviërs de grootste groep in het territorium. In 1757 telde Nieuw-Servië 5.482 inwoners waarvan 75,3% Moldaviër, 11,6% Serviërs en 13,1% overige inwoners.